# Andrija Maksimović
Andrija Maksimović (serbisch-kyrillisch Андрија „Меси“ Максимовић; * 5. Juni 2007 in Novi Pazar) ist ein serbischer Fußballspieler, der als Mittelfeldspieler für den Bundesliga-Verein RB Leipzig und die serbische Nationalmannschaft spielt.

## Laufbahn

### Verein
Er spielte zunächst Fußball für FK Pazar Juniors und dann für OFK Vlada Dimitrijević, bevor er in die europaweit renommierte Jugendakademie von FK Roter Stern Belgrad wechselte. Im Sommer 2023 wurde Maksimović von Roter Stern Belgrad in die Profimannschaft befördert und gleich darauf an Grafičar Belgrad ausgeliehen. Am 11. August 2023 gab er im Alter von 16 Jahren, 2 Monaten und 5 Tagen sein Profidebüt in der serbischen  Prva Liga (zweithöchste Spielklasse) gegen FK Jedinstvo Ub. Bei seinem Debüt erzielte er auch gleich sein erstes Tor im Profifußball. In jungen Jahren kam er regelmäßig zum Einsatz und erzielte sechs Tore in 24 Spielen für Grafičar in seiner Debütsaison. Am 15. Oktober 2024 wurde Maksimović für die Liste „Next Generation 2024“ der 60 größten Talente des britischen Guardian nominiert.
Sein Debüt für die Profimannschaft von Roter Stern gab er im Alter von 16 Jahren, 6 Monaten und 1 Tag am 6. Dezember 2023 im serbischen Pokal gegen FK Radnički Niš und war damit der fünftjüngste Spieler des Vereins aller Zeiten. Am 23. September 2024 gab Maksimović im Alter von 17 Jahren, 3 Monaten und 18 Tagen sein Profidebüt im Belgrader Derby gegen Partizan Belgrad als Startspieler in der serbischen SuperLiga und bereitete das Tor von Silas Katompa Mvumpa vor, wodurch er zum jüngsten Vorlagengeber im wichtigsten Spiel Serbien wurde. Im September verlängerte er schließlich seinen Vertrag bei Roter Stern Belgrad bis 2027. Am 12. April 2025 erzielte Maksimović im Alter von 17 Jahren sein erstes Tor im Belgrader Derby und wurde damit zum jüngsten Torschützen in diesem Spiel. Am Ende der Saison 2024/25 wurde Maksimović mit Belgrad serbischer Meister und gewann zusätzlich auch den Pokal. Neben regelmäßigen Einsätzen in beiden Wettbewerben kam er auch in der UEFA Champions League zum Einsatz, wo Belgrad in der Ligaphase ausschied.
Am 16. Juli 2025 unterzeichnete Maksimović einen Fünfjahresvertrag bei RB Leipzig.

### Nationalmannschaft
Maksimović kam für verschiedene Jugendauswahlmannschaften Serbiens zum Einsatz. Am 12. Oktober 2024 gab Maksimović schließlich im Alter von 17 Jahren, 4 Monaten und 7 Tagen sein Debüt für die serbische Nationalmannschaft im Spiel der UEFA Nations League A Gruppe 4 gegen die Schweiz und brach damit den bisherigen Rekord als jüngster Spieler, der für die serbische (oder jugoslawische) Nationalmannschaft in einem offiziellen Spiel zum Einsatz kam.

## Spielweise
Maksimović ist ein Mittelfeldspieler, der für seine guten Dribbling-Fähigkeiten bekannt ist und in Serbien früh als Wunderkind galt. Er erhielt den Spitznamen „Mesi“ (serbisch-kyrillisch: „Меси“) in Anlehnung an Lionel Messi.

## Erfolge
- Serbischer Meister: 2024/25
- Serbischer Pokalsieger: 2024/25